# Joseon
Joseondynastin (koreanska: 조선국), förr Chosen, ibland Yidynastin efter den ledande klanens namn, var den regerande dynastin på Koreahalvön 1392–1897 och den längsta hittills i Koreas historia. Dynastins grundare Taejo Yi Seong-gye hade tagit makten redan år 1388 men kröntes först 17 juli 1392 och hans efterträdare fortsatte att styra till 1910, men statsbildningen omvandlades till Kejsardömet Korea år 1897. 
Inom politiken och det sociala livet fungerade konfucianismen som ortodoxi, även om buddhismen hade en fast, populär förankring.

## Historia
Dynastin brukar indelas i tre delar

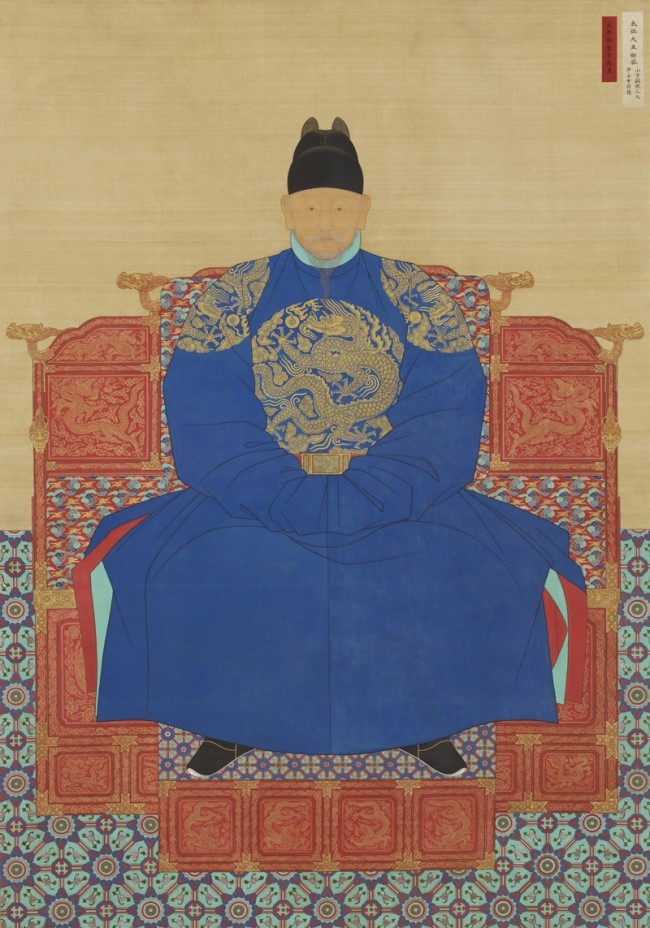
Porträtt av kung Taejo

1. från 1392 till de japanska invasionerna på 1590-talet
2. från början av 1600-talet till ankomsten av västerländska makter på 1860-talet
3. och moderniseringsåldern fram till den japanska annekteringen 1910.

1392 tog Taejo Yi Seong-gye över makten efter Koryodynastin.
Den fjärde regenten Sejong den store övertog tronen 1418 och höll den till 1450. Under sin regeringstid inrättade han forskningscentra, uppfann regnmätaren, som distribuerades över landet, och såg till att en bok med praktiska råd om jordbruk skrevs och publicerades. En stor ökning bland jordbrukarnas skördar rapporterades även efter det att Sejong gett order till lokala tjänstemän att hjälpa till att maximera skördarna. Han sponsrade forskning inom utländsk och inhemsk medicin, i synnerhet inhemska örter. Dessutom var det Sejong eller forskningslaget Chipyon-jon (instiftat av Sejong) som uppfann skriften Hangul, det moderna koreanska skriftspråket.
1627 och 1636 ledde det manchuiska Qingväldet två invasioner av Joseondynastins Korea, som tvingades avbryta sina förbindelser med Mingdynastin och istället blev tributpliktigt till Hung Taijis Qingrike.

## Styrelse
Korea var till 1910 en absolut monarki, ärftlig inom dynastin Yi, som regerat sedan 1392. Landet stod sedan äldre tider i vasallförhållande till Kina, vars kejsare skulle godkänna varje ny regent och till vilken fyra gånger om året skänker av siden, bomull, linne, hudar, svärd m. m. skulle sändas.
Genom fördraget 27 februari 1876
erkände dock Japan Korea som självständig stat, och detta exempel följdes av de andra makterna i handelsfördrag, som ingicks med Korea. Slutligen avstod även Kina alla sina överhöghetsanspråk genom freden i Shimonoseki (april 1895). Härefter antog kungen titeln kejsare 12 oktober 1897 för att beteckna sin oavhängighet.